# Virginia (de Haan)
Virginia è un brano da concerto per banda del compositore olandese Jacob de Haan.

## Significato
Lo Stato Americano della Virginia ha una forma triangolare piuttosto frastagliata sulle mappe. Ciò può essere ritrovato metaforicamente in questa composizione, che diffonde luce su questo stato da tre angoli. Questi angoli rappresentano tre periodi che giocano un ruolo importante nella storia della Virginia: la colonizzazione, la schiavitù, a la Guerra Civile Americana.
La composizione comincia con una breve introduzione espressiva in un tempo lento, seguito da due parti in tempi vivaci. Qui, sono presentate le avventure e le sofferenze dei primi coloni. Esse sono inizialmente dipinte con un tema caratteristico con un accompagnamento tipicamente vivace Americano, che va a formare un nuovo tema. Attraverso una regolare alternanza di tempi (6/8 e 2/4) e chiavi, la musica alla fine si calma in un'unica nota finale, che rappresenta i coloni che raggiungono il loro scopo - nel 1607, essi fondarono il primo insediamento permanente inglese: Jamestown.
Per avvantaggiare le piantagioni di tabacco, nel 1619, in Virginia vennero introdotti schiavi neri dall'estero. Questo è espresso nel movimento lento seguente nel quale un tema melanconico minore costituisce il punto di partenza. Inoltre, si sentono anche elementi di blues, che riflettono la natura delle emozioni degli schiavi.
In seguito, nella sezione degli ottoni, si sente il presagire della Guerra Civile Americana in quella Virginia che diventerà il principale campo di battaglia. La battaglia fra gli stati settentrionali e meridionali emerge in una parte simile alla guerra. Lo stesso tema è usato come all'inizio del movimento, dove i coloni combattono con gli Indiani.
La liberazione e la speranza suonano nel lento tema finale dove ritroviamo il tema secondario della parte centrale. Comunque, il tema è suonato in chiave maggiore qui, attraverso la quale cresce l'ottimismo nel futuro